# Elikónas (Béotie)
Elikónas, en grec moderne : Ελικώνας, est un village du dème des Lébadéens, dans le district régional de Béotie, en Grèce-Centrale.
Selon le recensement de 2011, la population du village s'élève à 31 habitants.